# Michael Eric Kramer
Michael Eric Kramer (18 dicembre 1962) è un attore e modello statunitense famoso per aver interpretato il ruolo del protagonista Carl del film cult Giovani guerrieri, incentrato sulla ribellione adolescenziale.

## Biografia
Michael Eric Kramer ha esordito come attore nel 1977 nel film ...unico indizio, un anello di fumo. Dopo aver recitato in alcuni cortometraggi ha recitato nel ruolo del protagonista nel film Giovani guerrieri.
In seguito ha recitato nei film La scuola degli orrori (1987), Fuga dal futuro - Danger Zone (1987), Son of Darkness: To Die for II (1991), College femminile (1998) e nella serie televisiva La guerra dei mondi.
Dopo aver recitato nel film televisivo Range of Motion ha abbandonato la carriera cinematografica, è diventato uno psicologo ed attualmente lavora presso il Manhattan Campus del Veterans Health Administration Medical Center New York, sulla terapia post-traumatica da stress che usa la realtà virtuale. È anche il padre di dei gemelli.

## Filmografia

### Cinema
- ...unico indizio, un anello di fumo (The Disappearance), regia di Stuart Cooper (1977)
- The Magic Pony Ride, regia di Nick De Noia - cortometraggio (1977) - non accreditato
- The Magic Hat, regia di Nick De Noia (1977)
- Carnival Circus, regia di Nick De Noia - cortometraggio (1978)
- Giovani guerrieri (Over the Edge), regia di Jonathan Kaplan (1979)
- The Stowaway, regia di Nick De Noia - cortometraggio (1981) - non accreditato
- La scuola degli orrori (Return to Horror High), regia di Bill Froehlich (1987)
- Fuga dal futuro - Danger Zone (Project X), regia di Jonathan Kaplan (1987)
- Street Justice - Un'ombra nella notte (Street Justice), regia di Richard C. Sarafian (1987)
- Son of Darkness: To Die for II, regia di David Price (1991)
- Boulevard, regia di Penelope Buitenhuis (1994)
- College femminile (Strike!), regia di Sarah Kernochan (1998)
- Le ragazze della Casa Bianca (Dick), regia di Andrew Fleming (1999)

### Televisione
- La guerra dei mondi (War of the Worlds) - serie TV, 5 episodi (1988-1989)
- I Campbell (The Campbells) - serie TV, episodio 3x24 (1990)
- Degree of Guilt, regia di Mike Robe - film TV (1995)
- Vivere fuggendo (Her Desperate Choice), regia di Michael M. Scott - film TV (1996)
- Color of Justice, regia di Jeremy Kagan - film TV (1997)
- White Lies, regia di Kari Skogland - film TV (1998)
- My Father's Shadow: The Sam Sheppard Story, regia di Peter Levin - film TV (1998)
- Range of Motion, regia di Donald Wrye - film TV (2000)